# Ibikunle Akitoye
Ibikunle Alfred Akitoye  (1871-1928) est Oba de Lagos de 1925 à 1928 pendant ce que certains historiens appellent les années "Interrègne" de l'Oba Eshugbayi Eleko exilé. Ibikunle Akitoye est le premier oba occidental instruit et chrétien de Lagos. Le règne d'Akitoye a également marqué l'association des Obas de Lagos à de nouvelles religions non traditionnelles.

## Jeunesse et carrière
Ibikunle Alfred Akitoye, petit-fils d'Oba Akitoye, est né à Lagos en 1871 et fait ses études à la CMS Grammar School. Il étudie la comptabilité dans une entreprise allemande et travaille comme aide-comptable des services ferroviaires. Après son passage au service des chemins de fer, il entre dans le privé en tant qu'agent en cotonnades et textiles. Une autre source affirme qu'il débute comme greffier dans une entreprise de marchands britanniques à Lagos.

## Foi chrétienne et ascendance
Ibikunle Akitoye est président de l'Église unie d'Afrique indigène (UNA). Ibikunle Akitoye est élu Oba de Lagos par les membres de la Chambre au pouvoir de Lagos le 26 juin 1925, à la suite de la déposition d'Oba Eshugbayi Eleko via un ordre de quitter le palais (Iga Idunganran (en)) par les mêmes membres de la Chambre au pouvoir de Lagos le 10 juin 1925. L'élection d'Akitoye est reconnue par le gouvernement colonial britannique le 6 août et est reçue à la maison du gouvernement colonial le 9 août 1925. Eshugbayi Eleko déménage à Oyo le 8 août 1925, conformément à l'ordonnance sur le retrait des chefs déchus.

## Dernières année et mort
Après l'exil forcé d'Eshugbayi à Oyo, il y a une agitation pour son retour dirigée par ses chefs principaux, le chef Abudu Bamgbobu, l'Eletu Odibo de Lagos, et le chef Amodu Tijani, l'Oluwa de Lagos. Des manifestations sont organisées et dirigées par Herbert Macaulay pour attaquer avec véhémence la déposition d'Oba Eshugbayi par le gouvernement colonial. Ibikunle Akitoye est rejeté par les personnes qui l'attaquent en 1926.
En juin 1928, le Conseil privé décide qu'Eshugbayi Eleko peut demander un habeas corpus, ce qui place la gouvernance d'Akitoye dans une situation précaire. Oged Macaulay (le fils d'Herbert Macaulay) note que lorsque Ibikunle Akitoye apprend la décision du Conseil privé, il s'est rendu à la résidence Kirsten Hall d'Herbert Macaulay pour voir le télégramme de Londres. Après avoir vu le télégramme, Akitoye serait rentré chez lui, aurait commencé à boire et aurait chargé son revolver. Le lendemain, Oba Ibikunle Akitoye est retrouvé mort et le gouvernement exclut tout acte criminel. Sanusi Olusi est installé comme Oba de Lagos après la mort d'Ibikunle Akitoye.